# برندا بورگ
برندا بورگ (به انگلیسی: Brenda Borgh) (زادهٔ ۲۷ اکتبر ۱۹۶۰) شناگر اهل ایالات متحده آمریکا است.